# Emperor Tomato Ketchup (Film)
Emperor Tomato Ketchup (Tomato Kecchappu Kōtei) ist ein Experimentalfilm des japanischen Regisseurs Shūji Terayama aus dem Jahre 1971.

## Handlung
In einem fiktiven Land, das gewisse Ähnlichkeiten mit Japan zeigt, übernehmen die Kinder die Macht. Sie bestrafen die Erwachsenen für alle Demütigungen, die diese den Kindern in der Vergangenheit zugefügt haben. Dabei kommt es zu Gewaltexzessen und zu sexuellen Ausschweifungen.

## Versionen
Wegen des gewalttätigen und sexuellen – auch kindersexuellen – Inhalts unterlag der Film der Zensur bzw. Selbstzensur. 1971 wurde nur eine stark gekürzte Version veröffentlicht, die 29 Minuten dauerte.
Das längere Original blieb aber im Giftschrank erhalten. Erst 1996, dreizehn Jahre nach dem Tod Terayamas, wurde eine Langfassung veröffentlicht, die eine Laufzeit von 72 Minuten hat. Mittlerweile ist eine noch längere Version (Director’s Cut) verfügbar, die 88 Minuten dauert.